# Hexatoma (Eriocera) columbiana
Hexatoma (Eriocera) columbiana is een tweevleugelige uit de familie steltmuggen (Limoniidae). De soort komt voor in het Neotropisch gebied.